# Прохорово (муниципальный округ Егорьевск)
Прохорово — деревня в муниципальном округе Егорьевск Московской области России.

## География
Деревня Прохорово расположена в юго-западной части муниципального округа Егорьевск, примерно в 25 километрах к юго-востоку от города Егорьевска. В 1,5 километрах к югу от деревни протекает река Цна. Высота над уровнем моря 121 метров.

## История
До отмены крепостного права деревня принадлежала помещице Ермоловой. После 1861 года деревня вошла в состав Лелеческой волости Егорьевского уезда. Приход находился в селе Лелечи.
В 1926 году деревня входила в Лелечевский сельсовет Лелечевской волости Егорьевского уезда.
До 1994 года Прохорово входило в состав Бобковского сельсовета Егорьевского района, в 1994—2004 годы — Бобковского сельского округа, а в 1994—2006 годы — Раменского сельского округа.
Входило в состав сельского поселения Раменское.

## Демография
В 1885 году в деревне проживало 110 человек, в 1905 году — 111 человек (49 мужчин, 62 женщины), в 1926 году — 94 человека (31 мужчина, 63 женщины). По переписи 2002 года в деревне не было зарегистрировано постоянного населения. Население — 0 человек (2010).
| 1859 | 1868 | 1885 | 1905 | 1926 | 2002 | 2006 |
| ---- | ---- | ---- | ---- | ---- | ---- | ---- |
| 142  | ↘139 | ↘110 | ↗111 | ↘94  | ↘0   | →0   |
| 2010 |      |      |      |      |      |      |
| →0   |      |      |      |      |      |      |